# Unitard

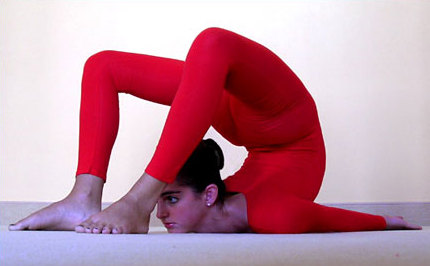
Contorsionniste en unitard.

L’unitard est un vêtement moulant recouvrant le haut des épaules et les cuisses. Ce vêtement peut être porté par divers athlètes comme les acrobates, les gymnastes, les patineuses artistiques… Il est proche de l’académique porté par les danseurs.

## Historique
En 1988, aux Jeux olympiques de Calgary, la patineuse Debi Thomas porte un unitard lors de son passage, alors que toutes les autres concurrentes sont en jupe. L’année suivante, l’Union internationale de patinage modifie son règlement pour introduire l’obligation pour les patineuses de porter une jupe couvrant les hanches et les fesses ; cette règle, connue sous les noms de « règle Katarina » ou « règle Debi Thomas » ne sera levée qu’en 2004 pour le patinage individuel féminin. Irina Sloutskaïa porte ainsi un unitard noir aux Jeux olympiques de Turin en 2006, tout comme Maé-Bérénice Méité aux Jeux de Pyeongchang en 2018.
En 2021, aux championnats d’Europe de gymnastique, puis aux Jeux olympiques de Tokyo, les gymnastes allemandes choisissent de porter des unitards au lieu des justaucorps échancrés habituels, afin de se sentir plus à l’aise et de montrer une alternative à des tenues parfois gênantes pour certaines gymnastes ; elles expliquent ainsi que les tenues habituelles peuvent parfois glisser ou les déconcentrer de leurs figures.